# 馬輅
馬輅（？年—？年），河南開封府陈留县人，民籍，明朝政治人物，進士出身。

## 生平
成化十三年（1477年）丁酉科河南鄉試舉人，二十年（1484年）登甲辰科二甲第十三名進士，授户部主事，歷升户部郎中，弘治十年（1497年）九月升陕西布政司左參議，十四年十一月巡抚陕西都御史周季麟劾奏马辂次当分守西宁，而畏边徼多虞，迁延不赴，且多乘驿马，下巡按监察御史石玠逮问，命降一级别用，遂降为直隶顺德府同知。十七年六月升浙江布政司右參議，正德二年（1507年）六月升本司右参政、督理粮储，坐勘田不申，四年二月罚米三百石。